# Eylais robusta
Eylais robusta är en kvalsterart som beskrevs av Marshall 1946. Eylais robusta ingår i släktet Eylais och familjen Eylaidae. Inga underarter finns listade i Catalogue of Life.